# Jessica-Jane Applegate
Jessica-Jane Applegate, MEB (née le 22 août 1996) est une nageuse handisport britannique. Elle concourt dans la catégorie des nageurs ayant une déficience intellectuelle, principalement en nage libre et dos crawlé, et sur de courtes distances. Elle s'est qualifiée pour les Jeux paralympiques de 2012 de Londres où elle a remporté la médaille d'or au 200 m nage libre.
Elle a été nommée Membre de l'ordre de l'Empire britannique (MEB) en 2013, avec les Honneurs de la Nouvelle Année pour les services rendus à la natation,.

## Carrière
Jessica-Jane Applegate est née à Great Yarmouth en 1996. Atteinte d'un trouble du spectre autistique, elle a débuté la natation à un jeune âge, après que sa mère l'a emmenée au Lowestoft and Oulton Broad Swimming Club, du Ormiston Venture Academy, où, à l'âge de 13 ans, elle a été sélectionnée pour un programme de talent sportif du Royaume-Uni, et elle a été placée en concours régionaux.
Vers la fin de l'année 2011, elle a commencé à révéler un potentiel de nageuse de compétition internationale en obtenant la deuxième place aux 50m paralympique, et la troisième place aux 200m nage libre au Wales Winter Open. En 2012, elle a participé à son premier tournoi au Berlin Open, en remportant deux médailles de bronze, aux 50m et aux 100m nage libre. Elle a ensuite poursuivi son ascension en gagnant la médaille d'or aux 200m nage libre à Berlin, lors de l'édition 2012 de la British Swimming Championship en mars. En remportant la médaille d'or, elle a non seulement gagné un temps de qualification de quatre secondes sur le record initial en nage paralympique de Grande-Bretagne, mais elle a également établi un nouveau record en Angleterre.
Le dernier grand succès de Jessica-Jane Applegate avant les Jeux paralympiques de 2012, a été sa participation au British International Disability Swimming Championships, où elle a remporté trois médailles. Elle a remporté l'argent aux 50m et 100m nage libre, et puis le dernier jour du tournoi, dans une course très serrée avec l'irlandaise Béthanie Firth, elle a remporté la médaille d'or avec un temps de 2:15.23,. Ses résultats lui ont permis de se qualifier pour les jeux paralympiques de 2012 à la fois aux 200m nage libre et aux 100m dos crawlé.
Aux Jeux paralympiques, elle a d'abord nagé le 100m dos crawlé, le 31 août. Elle s'est qualifiée à la troisième place dans les éliminatoires, puis ayant réalisé un temps de 1:09.58 lors de la finale, elle a terminé à la quatrième place. Dans sa nage préférée, le 200m nage libre, elle s'est qualifiée pour la finale à la première place avec un temps de 2:14.31. Elle s'est ensuite améliorée à nouveau lors de la finale, gagnant ainsi la médaille d'or avec un temps de 2:12.63, devenant un record paralympique.
En 2013, Jessica-Jane Applegate a aussi représenté la Grande-Bretagne aux Championnats du Monde CIP à Montréal. Elle y a remporté trois médailles dont une d'or au 200 m nage libre. Elle a également obtenu l'argent lors du 200m quatre nages et
le bronze au 100m nage libre.

## Sources
- (en) Cet article est partiellement ou en totalité issu de l’article de Wikipédia en anglais intitulé « Jessica-Jane Applegate » (voir la liste des auteurs).